# Кубок Уоррена

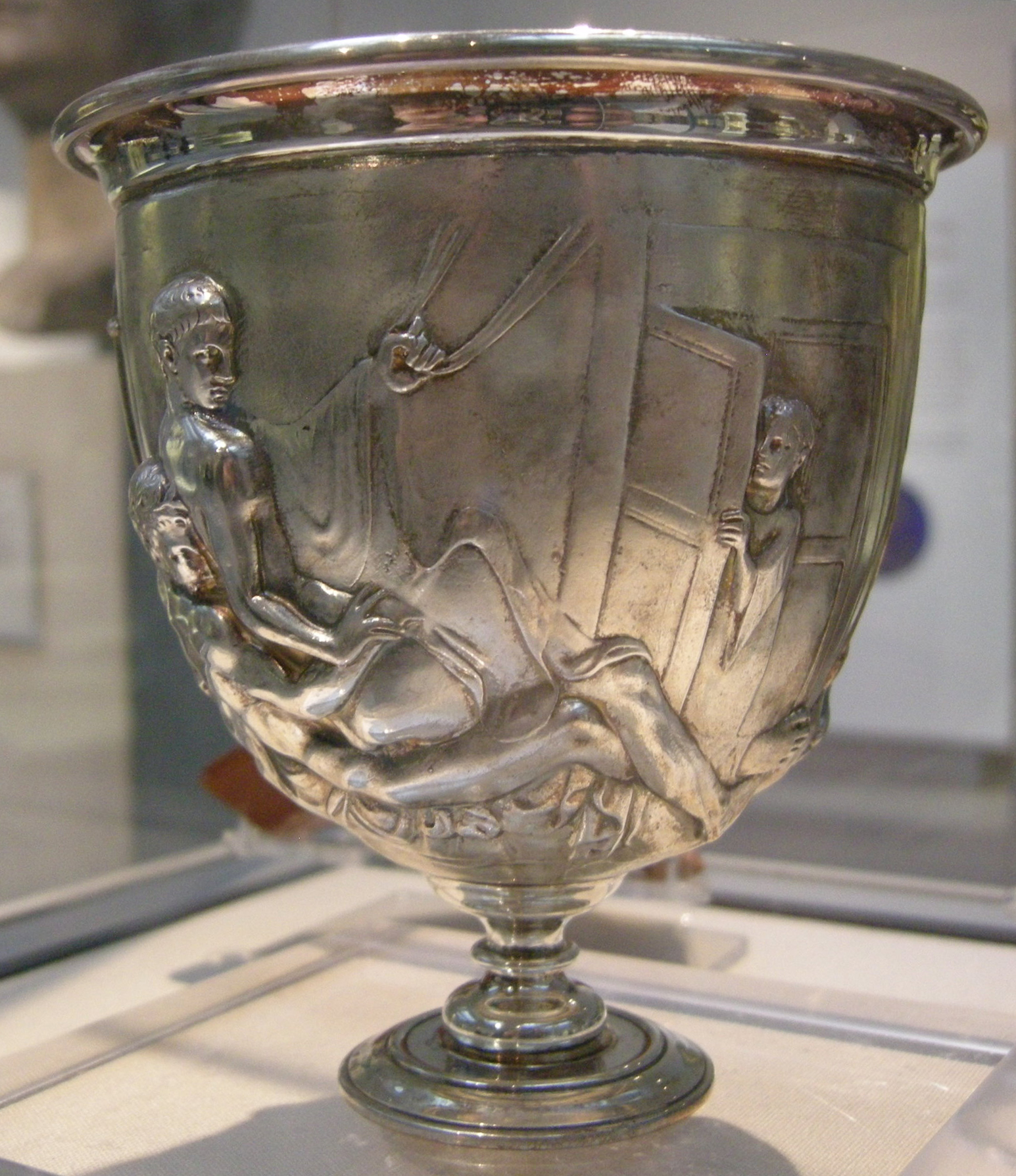
Общий внешний вид кубка

Ку́бок Уо́ррена (англ. Warren Cup) — серебряный кубок, датируемый 5—15 гг. н. э. Происходит предположительно из палестинского клада времён Иудейских войн. Артефакт был приобретён в 1911 году антикваром Э. П. Уорреном (отсюда его название). Ныне экспонируется в Британском музее.

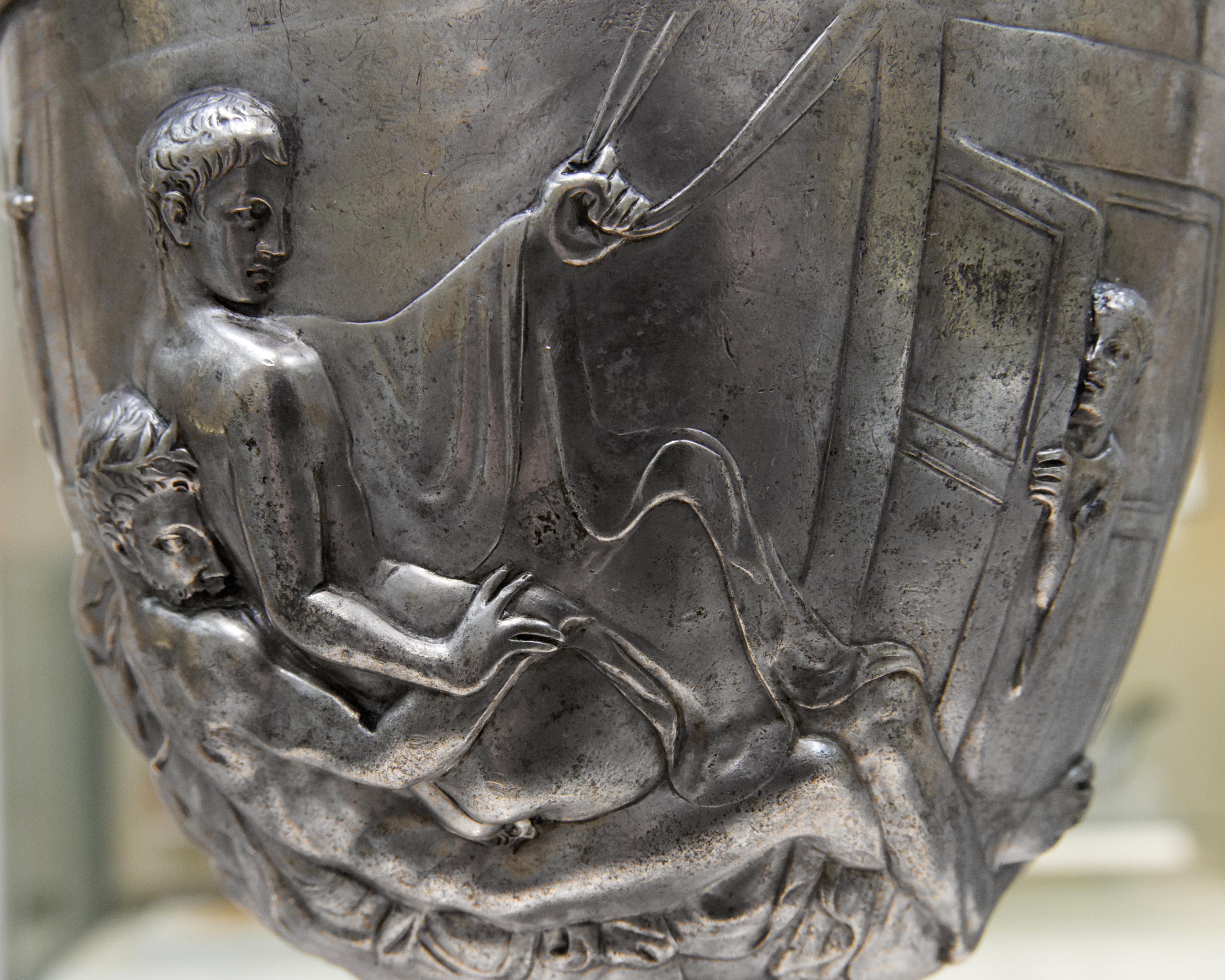
Сторона А

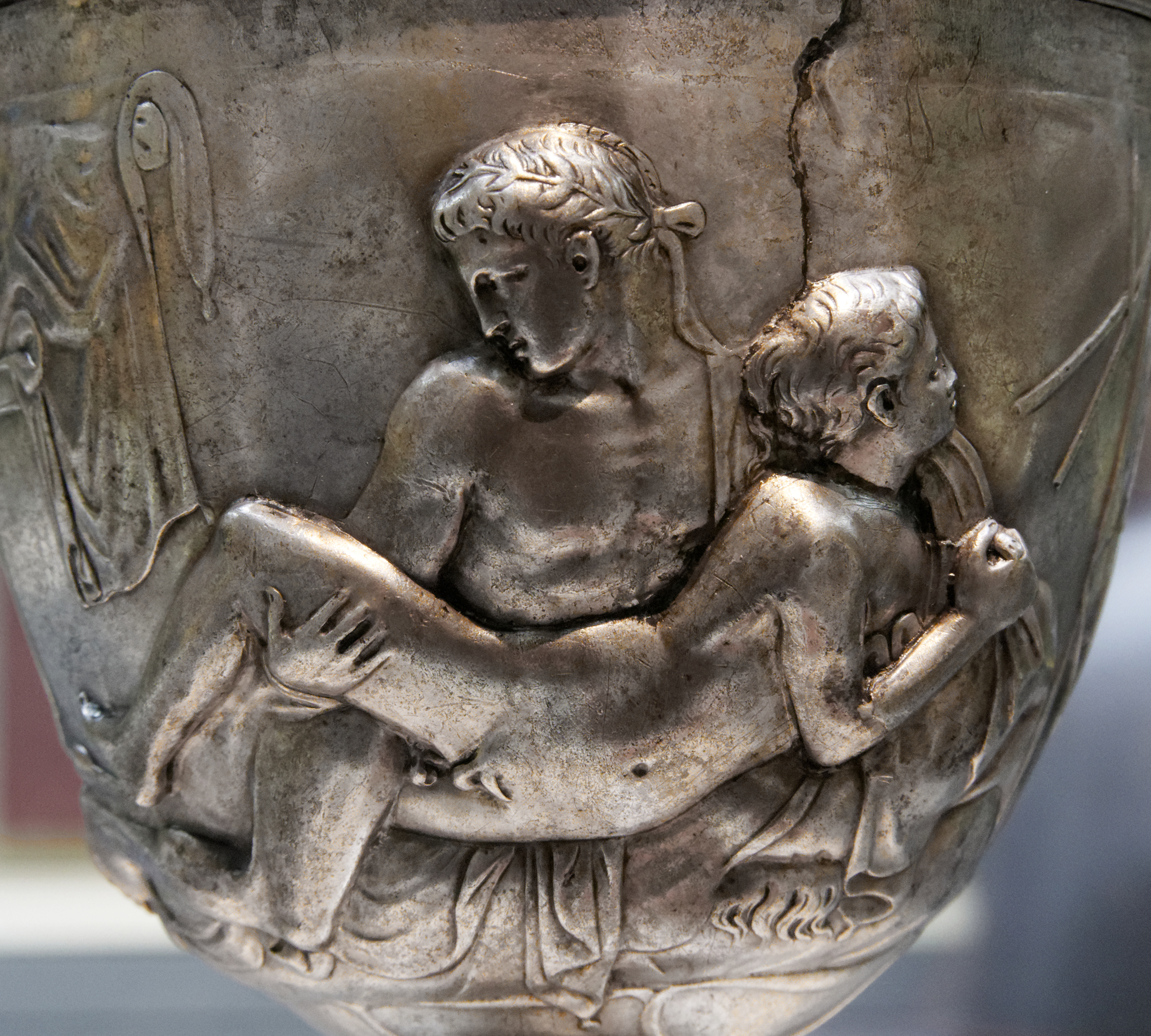
Сторона Б

## Краткое описание
Уникальность кубку придают две сцены гомосексуального характера. Фоном для них служат завесы из ткани, а также развешанные на стенах музыкальные инструменты — кифара и авлос.
На одной стороне кубка изображен секс зрелого бородатого мужчины с юношей, причем юноша сидит в позиции «наездника», держась за веревку; мальчик, возможно раб, подглядывает из-за двери. На обратной стороне изображен секс юноши с подростком. По мнению искусствоведов, обстановка (драпировка и музыкальные инструменты), а также внешний облик (физиогномика, телосложение, особенно «причёска» юного персонажа) протагонистов указывают на то, что неизвестный мастер изображал не своих современников-римлян, а стилизовал сцены развлечения свободных греков несколькими столетиями ранее.
В 1950-е годы наследники Уоррена за сравнительно скромную сумму предлагали кубок различным музеям, в том числе Британскому. В то время произведение считалось порнографическим: его отказывались не только экспонировать, но и серьёзно обсуждать. В 1999 году Британский музей приобрёл кубок Уоррена за рекордную для своей коллекции сумму в 1,8 млн фунтов.

## Изготовление и современное состояние
Кубок состоит из приблизительно 95 % серебра с некоторым содержанием меди и следовыми количествами свинца и золота. Он был изготовлен из пяти отдельных частей:
- основная чаша, которая была истончена ударами молотка изнутри, затем рельефные фигуры были выдавлены снаружи;
- отдельная гладкая внутренняя чаша, сделанная из более толстого слоя серебра и твердого края для упрощения чистки;
- серебряное основание;
- ножка, припаянная к основанию;
- две ручки, ныне отсутствующие.

Кубок поцарапан, на нём есть вмятины из-за накопления остатков коррозии чистящих веществ. Остатки хлорида серебра и сульфида серебра находятся в ямках. С края и вокруг фигуры мальчика проходит трещина. Основание покорёжено, что подняло пьедестал вверх, помяв кубок и зафиксировав его под углом. Ущерб кубку был нанесён, скорее всего, в XX веке во время чистки. Ножка была припаяна к кубку также в наше время. Возможно, с кубка были дважды сняты слепки, поскольку на нём найдены остатки гипса и силикона.